# Ɯ́
Cette page contient des caractères spéciaux ou non latins. S’ils s’affichent mal (▯, ?, etc.), consultez la page d’aide Unicode.
Ɯ́ (minuscule : ɯ́), appelé M culbuté accent aigu ou U dans l’U accent aigu, est une lettre additionnelle utilisée dans l’écriture de l’emberá chamí. Elle est composée d’un M culbuté diacrité d’un accent aigu.

## Représentation informatique
Le M culbuté accent aigu peut être représenté par les caractères Unicode suivants :
- décomposé (latin étendu B, Alphabet phonétique international, diacritiques)[1],[2],[3]

| Formes    | Représentations | Chaînes de caractères | Points de code | Descriptions                                              |
| --------- | --------------- | --------------------- | -------------- | --------------------------------------------------------- |
| capitale  | Ɯ́               | Ɯ◌́                    | U+019C U+0301  | lettre majuscule latine m culbuté diacritique accent aigu |
| minuscule | ɯ́               | ɯ◌́                    | U+026F U+0301  | lettre minuscule latine m culbuté diacritique accent aigu |